# Российская дрифт серия
Российская Дрифт Серия (англ. Russian Drift Series, сокращённо РДС или RDS) — всероссийские соревнования по дрифту. Под брендом РДС проводятся несколько чемпионатов разделенных по географии проведения и по уровню соревнований. Всего за всю историю РДС существовало 7 различных чемпионатов: RDS GP, РДС-Запад, РДС-ЮГ, RDS-Asia (ранее РДС-Восток), РДС-Сибирь, РДС-Урал, РДС-Север. Старшей серией считается RDS GP, она же является самым престижным турниром по дрифту в России, остальные серии называются «младшими». На данный момент наряду с RDS GP проводится только чемпионат младшей серии RDS OPEN (ранее РДС-Запад и RDS Europe). Помимо многоэтапных соревнований, РДС организует и одноэтапные гонки. Так в 2016 и 2017 годах были проведены этапы на гоночной трассе «Сочи Автодром» под названием «Кубок чемпионов», а в 2020 году на гоночной трассе «Moscow Raceway» был проведен RDS Moscow Cup. В 2024 году состоялся «Зимний Кубок РДС» на территории СК «Лужники».
Одной из отличительных черт серии, в сравнении с другими всемирно известными соревнованиями по дрифту, является развитый командный зачёт, за который выдаются награды за каждый этап и по итогу всего сезона. В команде может быть заявлено до трёх человек.

## История

### Создание серии
Идея создания РДС появилась у Тимофея Кошарного и Дмитрия Семенюка в 2010 году. Проходившие тогда соревнования по дрифту под брендом "Формула Дрифт" на западе и на востоке страны не устраивали обоих, что и послужило толчком к созданию общей серии с общими регламентом и правилами судейства. Тимофей и Дмитрий были ориентированы на японскую школу дрифта, поэтому весной 2010 года Тимофей совместно с бывшим судьей "Формула Дрифт" Александром Смоляром отправился в Японию для перенятия опыта у D1GP. Там же они попадают на международный саммит по дрифту. Итогом поездки становятся скорректированные правила и регламент из японской серии, используемые в сезоне РДС 2010 года.
Логотип серии представляет собой английские буквы RDS сложенные в оригами.

### Сезон 2010
Первой гонкой в истории РДС стал этап РДС-Запад, который состоялся 16-17 апреля 2010 года на картинговой трассе "Пилот" в городе Усть-Лабинск. Второй этап прошел 28-29 мая в Санкт-Петербурге на площадке «Гоночный Рай», третий этап - в Москве на Лубянской площади 12 июня, четвертый этап - в Нижнем Новгороде на трассе Нижегородское кольцо 24 июля. Пятый этап вновь прошел на площадке «Гоночный Рай» 7 августа. Заключительный этап прошел 15-16 октября на локации первого этапа. Чемпионом серии стал Евгений Сатюков, который получил в качестве приза поездку в Японию на соревнование World Drift Summit & Competition. Призом для занявшего второе место Георгия Степаняна и занявшего третье место Михаила Хондкаряна стали поездка в Англию на этап JDM Allstars 2011 с доставкой автомобиля и бесплатная доставка автомобиля на этапы РДС 2011 года соответственно. Обзоры этапов чемпионата выходили на телеканале 7ТВ.
Открытие сезона на востоке страны состоялось 24 апреля в городе Артеме. Следующие 5 этапов чемпионата также прошли в Артеме 22 мая, 19 июня, 7 августа, 18 сентября и 9 октября. Чемпионом стал Андрей Тараненко, вице-чемпионом - Дмитрий Семенюк, а третье место занял Сергей Щербаков.
Помимо основных многосерийных соревнования появилась идея битвы между сильнейшими пилотами с запада и востока. Самой логичной площадкой для этого была трасса Красное Кольцо в Красноярске, директором которой в то время являлся Аркадий Цареградцев, который к тому же уже имел опыт организации соревнований под названием Drift Battle. Одноэтапное соревнование было названо Супер Дрифт Битва (Super Drift Battle) и прошло 5 сентября. Победителем стал Георгий Чивчян, второе место - Георгий Степанян, бронзу получил Московкин Сергей.

### Сезон 2011
В новом сезоне отказались от японской системы начисления баллов. Победитель квалификации стал получать 25 баллов, 2 место - 21, 3 место - 19, 4 место -17, 5-6 место - 12, 7-8 место - 9, 9-12 место - 6, 13-16 место - 4, 17-24 место - 2, 25-32 место - 1. В парных проездах победитель получал 200 баллов, 2 место - 180, 3 место - 160, 4 место - 140, 5-8 место - 110, 9-16 место - 80, 17-32 место - 40.
Был представлен маскот серии — Конусай.
Сезон успешно прошел на западе (РДС-Запад) и на востоке (РДС-Восток) страны.
Местом проведения всех этапов РДС-Восток как и в прошлом году стал Взрослый парк в городе Артем. Соревнования прошли 30 апреля,  21 мая, 11 июня, 13 августа, 10 сентября и 1 октября. Пятый этап серии посетил бывший пилот Формулы-1 Синдзи Накано. Первую строку итогового зачета серии занял Илья Федоров, вторую - Сергей Щербаков, третью - чемпион прошлого года Андрей Тараненко.
Супер Дрифт Битва прошла 16-17 сентября на Красном кольце. Победителем Супер Дрифт Битвы 2011 стал Георгий Чивчян, второе место занял Никита Шиков, третье - Георгий Степанян. Также в рамках кубка было проведено соревнование по самой зрелищной постановке "Furidashi Battle", победителем которого стал Никита Шиков.

### Сезон 2012
Сезон 2012 расширился новой серией РДС-Север.

### Сезон 2015
В сезоне 2015 года применялась сетка «Double Elimination» для 24 участников. Для новой сетки была введена новая система начисления очков. Победитель квалификации получал 30 баллов, 2 место - 26, 3 место - 22, 4 место - 20, 5-6 место - 18, 7-8 место - 16, 9-12 место - 14, 13-16 место - 12, 17-24 место - 8, 25-32 место - 4. В парных заездах победитель получал 210 баллов, 2 место - 180, 3 место - 150, 4 место - 120, 5-6 место - 95, 7-8 место - 70, 9-12 место - 55, 13-16 место - 40, 17-24 место - 20.
В октябре новым владельцем и генеральным директором RDS становится Дмитрий Добровольский.

### Сезон 2016
В сезоне 2016 года сетка с системой выбывания после двух поражений применялась в РДС-Запад только на 1 и 3 этапе чемпионата, а также в Кубке Чемпионов 2016. При этом на 3 этапе победителю в парных проездах начислялось не 210 баллов, а 220. Остальные этапы чемпионата прошли в формате олимпийской системы топ-32 с распределением баллов соответствующим сезонам 2011-2014 годов.

### Сезон 2017
В 2017 году на постоянной основе в отделении РДС-Запад помимо чемпионов данной серии участвуют чемпионы и призеры других региональных серий: Аркадий Цареградцев, Георгий Чивчян, Евгений Лосев, Илья Федоров, Дамир Идиятулин. Также на постоянной основе выступает чемпион Украины и действующий вице-чемпион РДС-Запад Алексей Головня. В отдельных этапах участвуют Дмитрий Ермохин (действующий двукратный вице-чемпион РДС-Сибирь), Сергей Сак (действующий чемпион Беларуси), Андрей Астапов (действующий чемпион РДС-Урал). Благодаря выше описанному региональный чемпионат РДС-Запад перерастает во всероссийское соревнование. Чемпионом РДС-Запад становится Георгий Чивчян.
Из-за участия в РДС-Запад в сибирском отделении больше не выступают Аркадий Цареградцев и Евгений Лосев, а Георгий Чивчян участвует только в одном этапе. Однако, в чемпионате продолжают выступать Дмитрий Ермохин и Дамир Идиятулин. При этом в чемпионате участвуют чемпионы более не проводимой серии РДС-Урал Глеб Шааб и Андрей Астапов. Чемпионом РДС-Сибирь становится Дмитрий Ермохин.
Чемпионом РДС-Восток вновь становится Максим Седых.

### Сезон 2018
Сезон привнес изменение системы начисления баллов за парные проезды для занявших первое, второе и четвертое место: победитель получает на 10 очков больше - 210 баллов, серебряный призер на 5 очков больше - 185 баллов, а обладатель 4 места получает на 5 очков меньше - 135 баллов.
Новый сезон встречает фанатов российского дрифта новой серией международного масштаба RDS GP, что подкрепляется участием на постоянной основе чемпиона 2008 и 2016 годов японской дрифт серии D1GP, чемпиона 2012 года в американском чемпионате Formula Drift Дайго Сайто. Также на отдельных этапах участвуют в качестве приглашенных пилотов и другие известные иностранные пилоты: Кристапс Блушс, Терк Райан, Метью Филд, Ауримас ”Odi” Бакчис, Тецуя Хибино, Наото Суенага. Несмотря на конкуренцию с иностранными пилотами первым чемпионом RDS GP становится Георгий Чивчян.
РДС-Запад вновь становится чемпионатом регионального уровня. Чемпионом 2018 года становится Иван Куренбин.
В чемпионате РДС-Сибирь чемпионом становится Иван Никулин. Чемпионом РДС-Восток снова становится Максим Седых.

### Сезон 2019

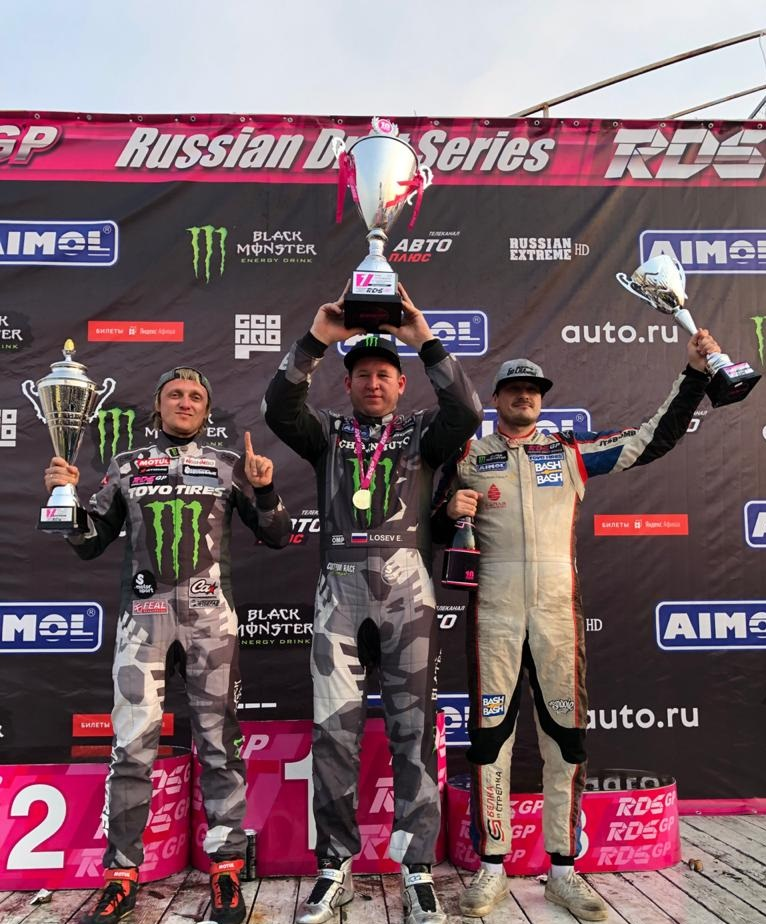
Fail Crew — чемпионы командного зачета RDS GP в 2019 и 2020 годах (слева направо: Аркадий Цареградцев, Евгений Лосев, Иван Никулин)

Сезон 2019 года в RDS GP пополнился новыми известными именами: Тецуя Хибино, Чарльз НГ, Кристапс Блушс выступают в чемпионате на постоянной основе, а на финальном этапе участвует Масато Кавабата. Также на постоянной основе продолжает участвовать Дайго Сайто. На финальном этапе в Сочи начисляется удвоенное количество очков. В битве за звание чемпиона победу одерживает Георгий Чивчян.
Чемпионами региональных серий становятся: Антон Минаев (РДС-Запад), Артур Волчанский (РДС-Сибирь) и Максим Седых (РДС-Восток).

### Сезон 2020
Несмотря на пандемию COVID-19 в 2020 году РДС провел свой главный чемпионат RDS GP и младшие серии РДС-Юг и РДС-Запад. Однако изначальное расписание этапов RDS GP претерпело изменения: этап в Красноярске был отменен, этап на Moscow Raceway прошел как одноэтапное соревнование, а временные промежутки между этапами составляли всего от двух до трёх недель. При этом впервые прошел этап на трассе Игора Драйв. Впервые чемпионом RDS GP стал пилот не из России — Алексей Головня из Украины. При этом Алексей является вторым пилотом-иностранцем ставшим чемпионом за всю историю турнира РДС.
С этого сезона трансляции всех серий RDS переведены с YouTube на собственную платформу RDS TV.
В сибирском чемпионате был проведен Суперкубок RDS Сибирь 2020, победителем которого стал Даниил Адашкин. При этом на Красном Кольце возобновились этапы Drift Battle.
Сезон РДС-Восток был полностью отменён.

### Сезон 2021
Сезон 2021 года в RDS GP стал самым масштабным по числу участников: в 7 этапах приняли участие 54 пилота. Состав участников пополнили сразу два пилота из Ирландии: Джеймс Дин и Джэк Шанахан, со второй половины сезона также выступали Николас Бертанс (Латвия) и Эммануэль Амандио (Индонезия), а на этапе в Красноярске выступил Харрис Скупелис, постоянный механик Кристапса Блушса. Из-за ограничений, связанных с пандемией COVID-19 в Японии, Дайго Сайто принял участие только в двух первых этапах. После большого перерыва в чемпионат вернулся Андрей Песегов, чемпион 2014 года, а также один из создателей РДС — Дмитрий Семенюк. Среди команд появились Esprit Games, Side Masters, Московский спорт, BY Motorsport, Pacific Racing Team и Carville Racing. Состав судей на весь сезон стал постоянным, в него вошли: Александр Сиверцев из Москвы, Андрей Наумов из Красноярска и Айк Симонян из Минска.
Чемпион РДС-Запад 2018, Иван Куренбин, разбился в ДТП в промежутке между третьим и четвёртым этапами. Парад пилотов на четвёртом этапе в Санкт-Петербурге (родном городе пилота) закончился минутой молчания.
Перед финальным этапом на чемпионство претендовали четыре гонщика: Аркадий Цареградцев, Георгий Чивчян, Джеймс Дин и Джэк Шанахан. Последний в итоге завоевал чемпионство, став вторым пилотом-иностранцем, завоевавшим титул RDS GP. Победителем командного зачёта стала команда FRESH AUTO DRIFT.
По событиям сезона совместно с Rutube был снят документальный сериал «Шинная борьба», премьера которого состоялась в сентябре 2022 года.
Чемпионом RDS Запад стал Антон Козлов. Чемпионат RDS-Восток был переименован в RDS Asia, его чемпионом стал Григорий Гусев.

### Сезон 2022
Сезон 2022 ознаменовался введением моно-шины, RDS GP стала первым крупным чемпионатом по дрифту, применившим это правило. Из календаря сезона исчез этап в Рязани, его место занял ещё один этап на подмосковной трассе «Moscow Raceway», с «обратной» конфигурацией трассы. Андрей Наумов, судья прошлого сезона, разбился в ДТП за месяц до начала чемпионата, этап в Красноярске (родном городе пилота) был посвящён его памяти. Состав судей обновился, но снова стал постоянным на весь сезон: Антон Новиков (вице-чемпион RDS Запад), Максим Ахтямов (вице-чемпион RDS Урал) и руководитель RDS Дмитрий Добровольский.
Из-за малого количества участников ни на одном этапе сезона не набрался полный топ-32, а в финале решением руководителя гонки стадия топ-32 вовсе была отменена, парные заезды начались со стадии топ-16. Финальный этап стал одним из самых малочисленных по числу участников этапом за всю историю чемпионата.
Перед финалом на чемпионство претендовали четверо: Аркадий Цареградцев, Георгий Чивчян, Роман Тиводар и Дамир Идиятулин. Чемпионом сезона стал Аркадий Цареградцев, а победителем командного зачёта — команда FORWARD AUTO.
События этого года отражены во втором сезоне документального сериала «Шинная борьба», премьерную серию которого показали на RDS TV во время трансляции первого этапа сезона-2023.
Чемпионат RDS Запад был переименован в RDS Europe, его чемпионом второй год подряд стал Антон Козлов. Чемпионом RDS Asia стал Алексей Передерей.

### Сезон 2023

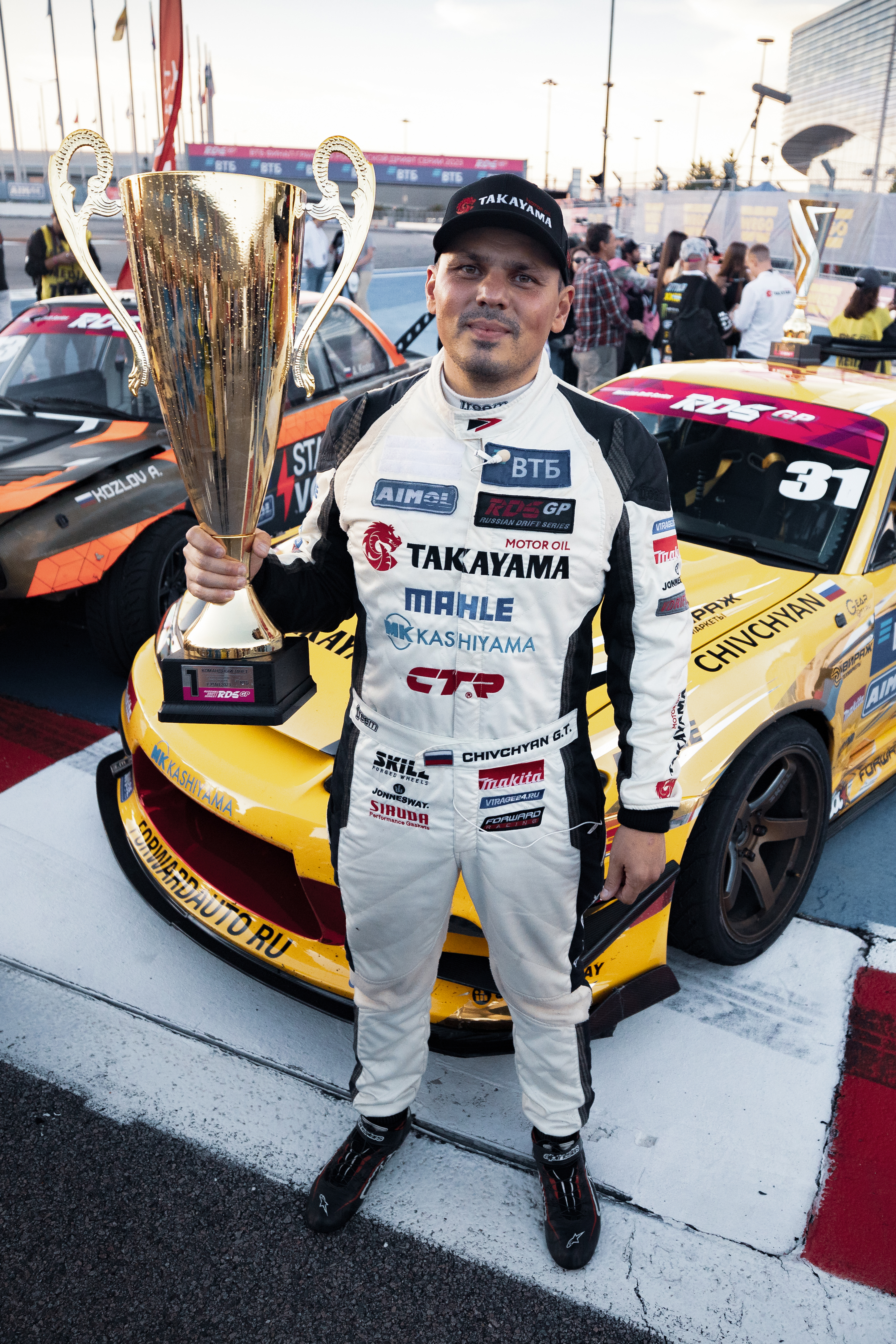
Добившийся чемпионства Георгий Чивчян на 7 этапе RDS GP 2023

Календарь RDS GP остался таким же, как и в прошлом году, с тремя московскими этапами, а также этапами в Нижнем Новгороде, Санкт-Петербурге, Красноярске и Сочи. Вместо Дмитрия Добровольского третьим судьёй стал чемпион Drift Battle 2011 года Владимир Сафонов, Антон Новиков и Максим Ахтямов сохранили свои обязанности.
Перед финальным этапом в Сочи на титул чемпиона претендовали четыре пилота: Евгений Лосев, Чарльз НГ, Антон Козлов и Георгий Чивчян. Последний стал чемпионом, завоевав свой четвёртый титул в Российской Дрифт Серии и третий в рамках RDS GP. Чемпионом командного зачёта второй год подряд стал коллектив TAKAYAMA FORWARD AUTO.
События этого года отражены в третьем сезоне документального сериала «Шинная борьба», премьерную серию которого показали на RDS TV во время трансляции первого этапа сезона-2024.
В календаре RDS Europe впервые появился этап на «Игора Драйв» под Санкт-Петербургом. Чемпионом RDS Europe стал Григорий Бурлуцкий.
Сезон RDS Asia был отменён. Кроме того, было объявлено о закрытии серии в целом.
4 июля перестает быть учредителем Российской дрифт серии один из ее основателей — Тимофей Кошарный. Таким образом, единственным владельцем становится Дмитрий Добровольский.

### Сезон 2024
Юбилейный 15-й сезон Российской дрифт серии стартовал непривычно рано с нового соревнования в рамках RDS — Зимнего кубка, прошедшего 19-20 января 2024 года на территории СК «Лужники» в виде «площадочного» дрифта на мокром покрытии. Все пилоты соревновались на автомобилях ВАЗ (кроме Сергея Кабаргина, выступавшего на автомобиле Falcon собственного производства) и с использованием моно-шины. Соревнование прошло в следующем формате: пилоты были разделены на две группы — в первой группе «А» были 8 «сеяных» пилотов — призёры и победители этапов RDS GP и RDS Europe, а во второй группе «Б» — участники любительских и полупрофессиональных соревнований, отобранные организаторами из числа подавших заявки. По итогам квалификации по 8 пилотов из каждой группы должны были составить пары в стадии топ-16, с которой начинались парные заезды, однако, в связи с обнулением обеих попыток в квалификации Сергеем Кабаргиным из группы «А», в стадию топ-16 в итоге попали 9 пилотов из группы «Б». Обладателем кубка стал Кирилл Шолдан, ставший также победителем квалификации группы «Б». На своём пути в парных заездах он одержал победы над Аркадием Цареградцевым, Георгием Чивчяном и Данилой Скоробогатовым.
В календаре сезона появилось ещё одно новое соревнование — Суперфинал «RDS GP против RDS Europe», который прошёл в статусе Кубка России РАФ. Он состоялся в Ростове-на-Дону после завершения двух чемпионатов, 4-6 октября. Изначально планировалось, что в нём топ-20 пилотов итоговой турнирной таблицы серии Гран-При сразятся с топ-20 пилотов межрегионального чемпионата RDS Europe. Однако в итоге участие в кубке стало добровольным и в нём поучаствовали всего 25 пилотов — 8 из RDS GP и 17 из RDS Europe, включая зачёт NXT, независимо от места, занятого в сезоне.
В календаре RDS Europe появился седьмой этап, впервые сезон младшей серии начался раньше, чем главный чемпионат. Открытие RDS Europe планировалось провести на трассе «Сочи Автодром» в начале апреля, однако в конце января 2024 года, несмотря на внесение соревнований в утверждённый календарный план Минспорта, ООО «НИЦ», в чьём управлении находится «Сочи Автодром», уведомило РДС об отзыве ранее выданного согласования. Это же решение коснулось финала RDS GP и Суперкубка, которые должны были состояться там же.
В середине февраля было сообщено об обновлении календаря RDS Europe. Открытие сезона перенесли на территорию стадиона Ростов Арена в Ростове-на-Дону, куда соревнования под брендом Российской Дрифт Серии вернулись впервые с 2019 года. А шестой этап (место проведения которого до этого было необъявленным) впервые пройдёт в Челябинске на недавно обновлённом АСК «Трасса 74». Также было анонсировано, что в сезоне 2024 в чемпионате младшей серии будут два зачёта NXT и PRO с использованием моношины в рамках обоих, как и в главном чемпионате RDS GP. Пилоты, которые заявились на полный сезон RDS Europe в классе PRO, получили возможность по wild card поучаствовать в одном из этапов главной серии RDS GP по своему выбору.
В конце марта было объявлено о том, что финал RDS GP пройдёт в Санкт-Петербурге на трассе «Игора Драйв» на месяц раньше, чем планировалось в Сочи. На трассах «Нижегородское кольцо» и «Игора Драйв» впервые были опробованы «обратные» конфигурации.
Состав судей претерпел незначительное изменение: вместо Максима Ахтямова новым постоянным арбитром стал Станислав Долгих, опытный пилот, споттер и судья, который начал свою работу ещё с Зимнего кубка. Антон Новиков и Владимир Сафонов сохранили свои обязанности в RDS GP, а также вместе с действующим пилотом «старшей» серии Андреем Астаповым вошли в судейский состав «младшей» серии RDS Europe.
Изменилась система начисления баллов в обеих действующих сериях. Победитель квалификации в RDS GP получает 22 балла, 2 место - 19, 3 место - 17, занявшие с 4 по 16 место получают от 15 до 3 баллов соответственно, пилоты расположившиеся с 17 по 32 место получают по 2 балла, а пилоты не прошедшие квалификацию получают по 1 баллу. В парных заездах победителю получает 250 баллов, 2 место - 180, 3 место - 145, 4 место - 120, 5-8 места - 70, 9-16 места - 30, выбывшие в топ-32 баллы за парные заезды не получают. В RDS Europe система начисления баллов отличается только в следующем: в квалификации все пилоты с 17 места и ниже получают 1 очко, а в парных заездах не начисляют очки за прохождение в топ-16.
По итогам шестого из семи этапов чемпионом сезона досрочно стал вице-чемпион RDS Europe 2023 и дебютант главной серии Артём Шабанов. Чемпионом командного зачёта стала команда FRESH RACING.
Чемпионом RDS Europe в зачёте PRO стал Григорий Гусев, а в зачёте NXT – Иван Седых.
Победителем первого Кубка России «Teboil Суперфинал РДС» на территории стадиона Ростов Арена стал Георгий Чивчян.

### Сезон 2025
Объединённый календарь сезона-2025 был опубликован 17 декабря 2024 года. Как и годом ранее, сезон  в конце января открыл «Зимний кубок РДС», прошедший на этот раз не в Лужниках, а в Центре технических видов спорта «Москва». Победителем кубка и квалификации стал Дамир Идиятулин, превзошедший в финале Евгения Лосева. Бронзы кубка добился новый пилот команды «Форвард Авто» Пётр Бородин.
Первый этап «старшей» серии RDS GP по традиции состоялся в конце апреля на «Moscow Raceway», а в конце сентября там же состоится и финал, но на «обратной» конфигурации. Остальные пять этапов, как и в прошлом сезоне, приняли автодромы «Нижегородское кольцо», «Красное кольцо», «ADM Raceway» и «Игора Драйв» (дважды). Этапы «младшей» серии RDS OPEN второй год подряд начались раньше RDS GP, первый из них прошёл в начале апреля на территории «Ростов Арены», а финал пройдёт в Казани на «KazanRing Canyon». Впервые один из этапов «младшей» серии состоялся на трассе «Moscow Raceway», а остальные, как и в прошлом году, планировались в Рязани, Нижнем Новгороде, Санкт-Петербурге и Челябинске. 13 мая стало известно об изменении места проведения шестого этапа — вместо Челябинска им стал Красноярск. Завершит сезон обеих серий вновь «Суперфинал РДС» в Ростове-на-Дону.
В сезоне-2025 произошли следующие изменения в регламенте RDS GP: в командном зачёте в рамках одного этапа можно заявить максимум 4 пилотов от одной команды, а не 3. Однако, как и раньше, в зачёт пойдут только два лучших результата. При этом максимальное число пилотов, заявленных в состав команды в течение сезона, не ограничено, а в течение сезона он может быть дополнен пилотами, которые принимают участие в RDS GP как индивидуальные участники или участники wild card. Порядок выезда на квалификацию теперь определяется не положением пилотов в личном зачёте, а жеребьёвкой. Ещё одно нововведение: тот пилот, который был выше по итогам квалификации, перед каждым парным заездом может выбрать, в какой роли начинать: лидера или преследователя. Это было опробовано впервые в рамках Зимнего кубка.
RDS EUROPE сменила название на RDS OPEN. С двумя зачётами NXT и PRO, как в прошлом году. В регламенте «младшей» серии тоже произошли изменения, основные из которых коснулись правил участия пилотов в обеих сериях в течение одного сезона. Так участники, оплатившие заявочный взнос за весь сезон RDS OPEN, получают право участвовать не более чем в 3-х этапах RDS GP по wild card (вместо одного этапа в прошлом году). А участники RDS GP 2025 года могут выступать только в RDS OPEN NXT (в прошлом году допускалось одновременное участие в RDS GP и RDS EUROPE PRO).
Чемпионом RDS OPEN NXT за этап до конца чемпионата стал Тимофей Добровольский.
Судейский состав RDS GP вновь претерпел изменения: вместо Антона Новикова третьим судьёй стал Михаил Давидянц, опытный пилот, участник «младших» серий RDS. По традиции, свою работу он начал с Зимнего Кубка. В RDS OPEN место Антона Новикова занял Станислав Долгих.

## Регламент и правила

### Требования к автомобилю
К участию в RDS GP допускаются автомобили, подготовленные из серийных, с кузовом типа: седан, купе, хетчбэк и универсал. В автомобиле должен присутствовать каркас безопасности, выполненный по требованиям к каркасам безопасности для дрифта, а именно: иметь в конструкции усиление моторного щита с обеих сторон автомобиля. Кроме того, необходимо наличие системы пожаротушения.

### Номера
Согласно регламенту RDS GP, все участники имеют право самостоятельно выбрать стартовый номер для участия в чемпионате перед началом сезона. Если гонщик хочет сохранить номер, под которым он выступал в прошлом году, он имеет на него приоритетное право. Если номер не был занят в прошлом сезоне, то его получает тот, кто первым подал заявку. Номера 1, 2 и 3 закреплены за призёрами прошлогоднего чемпионата, при этом они не обязаны выступать именно под ними, остальным участникам доступны номера с 4 по 99, в сезоне-2023 — с 4 по 199, с сезона-2024 — с 4 по 999. Исключение из этого правила было сделано в 2021 году, когда Джеймс Дин выступал под своим привычным номером 130.

## Результаты

### Действующие чемпионаты

#### RDS GP
| Год  | 1-место                    | 2-место                | 3-место                    |
| ---- | -------------------------- | ---------------------- | -------------------------- |
| 2018 | Россия Георгий Чивчян      | Япония Дайго Сайто     | Россия Аркадий Цареградцев |
| 2019 | Россия Георгий Чивчян      | Гонконг Чарльз НГ      | Япония Тецуя Хибино        |
| 2020 | Украина Алексей Головня    | Россия Евгений Лосев   | Россия Дамир Идиятулин     |
| 2021 | Ирландия Джек Шэнэхэн      | Россия Георгий Чивчян  | Ирландия Джеймс Дин        |
| 2022 | Россия Аркадий Цареградцев | Россия Георгий Чивчян  | Россия Дамир Идиятулин     |
| 2023 | Россия Георгий Чивчян      | Россия Антон Козлов    | Гонконг Чарльз НГ          |
| 2024 | Россия Артем Шабанов       | Россия Дамир Идиятулин | Россия Аркадий Цареградцев |

| Год  | 1-место | 2-место | 3-место |
| ---- | --- | --- | --- |
| 2018 | Aimol EE team Россия Илья Федоров Россия Сергей Кабаргин (1-5 этапы) Латвия Кристапс Блушс (1 этап) США Терк Райан (2 этап) США Метью Филд (4-5 этапы) Литва Ауримас ”Odi” Бакчис (6 этап) Япония Дайго Сайто (6 этап) Япония Тецуя Хибино (7 этап) | ФОРВАРД АВТО Россия Георгий Чивчян Россия Иван Никулин (1 этап) Россия Владимир Чивчян (2,3,6,7 этапы) Россия Денис Пономарев (6 этап) Россия Константин Авшаров (7 этап) | AUTOPROFI Россия Евгений Лосев Россия Степан Азаров Россия Дмитрий Ермохин                                                                   |
| 2019 | FailCrew Россия Аркадий Цареградцев Россия Евгений Лосев Россия Иван Никулин (2,4,5,6 этапы) | Fresh Auto Россия Дамир Идиятулин Россия Федор Воробьев Япония Тецуя Хибино                                                                                               | ФОРВАРД АВТО Россия Георгий Чивчян Россия Владимир Чивчян Россия Денис Пономарев (5 этап) Япония Масато Кавабата (6 этап)                    |
| 2020 | FAIL CREW DARKSIDE Россия Аркадий Цареградцев Россия Евгений Лосев Россия Иван Никулин | ФОРВАРД АВТО Россия Георгий Чивчян Россия Роман Тиводар Россия Владимир Чивчян                                                                                            | ЛУКОЙЛ Рейсинг Дрифт Тим Украина Алексей Головня Россия Никита Шиков Латвия Кристапс Блушс (3,4,5 этапы) Россия Никита Фетисов (1,2,6 этапы) |
| 2021 | FRESH AUTO DRIFT Ирландия Джек Шэнэхэн Россия Евгений Лосев Россия Дамир Идиятулин | ФОРВАРД АВТО Россия Георгий Чивчян Россия Роман Тиводар Индонезия Эммануэль Амандио (5-7 этапы) Япония Масато Кавабата (1-4 этапы)                                        | AIMOL RACING Ирландия Джеймс Дин Гонконг Чарльз НГ (1-6 этапы) Япония Дайго Сайто (1,2 этапы) Латвия Николас Бертанс (4-7 этапы)             |
| 2022 | ФОРВАРД АВТО Россия Георгий Чивчян Россия Роман Тиводар Россия Леонид Шнайдер | SINTEC FRESH AUTO DRIFT Россия Денис Мигаль (1-6 этапы) Россия Евгений Лосев Россия Дамир Идиятулин                                                                       | FAIL CREW DARKSIDE Россия Аркадий Цареградцев Россия Алексей Вахтин Россия Иван Никулин (1-3 этапы)                                          |
| 2023 | TAKAYAMA FORWARD AUTO Россия Георгий Чивчян Россия Роман Тиводар Россия Тимофей Добровольский | SINTEC • FRESH Маркетплейс Россия Денис Мигаль Россия Евгений Лосев Россия Дамир Идиятулин                                                                                | STAR PЁR STARS AIMOL Гонконг Чарльз НГ Россия Дмитрий Ермохин Россия Борис Абрамов (2-4 этапы) Россия Сергей Кабаргин                        |
| 2024 | FRESH RACING Россия Денис Мигаль Россия Евгений Лосев Россия Дамир Идиятулин | TimeUp Россия Артем Шабанов Россия Леонид Шнайдер Россия Максим Гроссман                                                                                                  | TAKAYAMA FORWARD AUTO Россия Георгий Чивчян Россия Роман Тиводар Россия Тимофей Добровольский (1-4 этапы)                                    |

#### RDS OPEN PRO
C 2018 по 2021 чемпионат назывался RDS-Запад, а с 2022 по 2024 — RDS Europe.
| Год  | 1-место            | 2-место            | 3-место           |
| ---- | ------------------ | ------------------ | ----------------- |
| 2018 | Иван Куренбин      | Глеб Шааб          | Дмитрий Тихомиров |
| 2019 | Антон Минаев       | Тарас Шатов        | Юрий Невский      |
| 2020 | Айрат Ибрагимов    | Николай Горковенко | Антон Козлов      |
| 2021 | Антон Козлов       | Антон Новиков      | Александр Савкин  |
| 2022 | Антон Козлов       | Алексей Козлов     | Леонид Шнайдер    |
| 2023 | Григорий Бурлуцкий | Артём Шабанов      | Григорий Гусев    |
| 2024 | Григорий Гусев     | Кирилл Мацкевич    | Иван Пальмин      |

| Год  | 1-место | 2-место                                                              | 3-место                                                                      |
| ---- | --- | -------------------------------------------------------------------- | ---------------------------------------------------------------------------- |
| 2018 | AUTOPROFI Андрей Наумов Степан Азаров                                                                                               | Aimol EE team Илья Федоров                                           | -                                                                            |
| 2019 | Kartignufa.ru | AST                                                                  | AIMOL RACING RUSSIA                                                          |
| 2020 | A-Motorsport SPB | Yakhnich Motorsport                                                  | D. BraZZers                                                                  |
| 2021 | EXHAUST WEAR Александр Савкин Кирилл Кузнецов Михаил Давидянц                                                                       | «Московский спорт» Антон Новиков Денис Сорокопуд Федор Дзежиц        | BWT Илкин Мамишев Алексей Козлов Данила Воробьев                             |
| 2022 | TimeUp Леонид Шнайдер Александр Петров Борис Вербицкий Роман Тиводар Александр Грабельников Данила Скоробогатов Аркадий Цареградцев | BlackDrift Антон Козлов Кирилл Жигалов Андрей Куликов Евгений Корнев | KrakeN Team Алексей Козлов Антон Новиков Владимир Сафонов Александр Андреади |
| 2023 | CARVILLE RACING Иван Пальмин Алексей Козлов Григорий Бурлуцкий                                                                      | FT Артём Шабанов Егор Губин Кирилл Мацкевич                          | LUKOIL Racing Drift Team Григорий Гусев Данила Воробьев                      |
| 2024 | LUKOIL Racing Drift Team Григорий Гусев Данила Воробьев Даниил Баландин                                                             | Time Up Леонид Шнайдер Кирилл Мацкевич Григорий Бибаев               | CARVILLE RACING Иван Пальмин Алексей Козлов Феодор Чевычелов                 |

#### RDS OPEN NXT
В 2024 году чемпионат назывался RDS Europe NXT.
| Год  | 1-место    | 2-место         | 3-место     |
| ---- | ---------- | --------------- | ----------- |
| 2024 | Иван Седых | Валерий Никулин | Тарас Шатов |

| Год  | 1-место                                                           | 2-место                               | 3-место |
| ---- | ----------------------------------------------------------------- | ------------------------------------- | ------- |
| 2024 | Культура заноса Никита Гольбрайх Валерий Никулин Алексей Бахвалов | Black Drift Алексей Пашин Илья Клюкин | -       |

### Кубки RDS
| Дата               | Название                                       | Место проведения   | 1-место                    | 2-место                     | 3-место                   |                                 |
| ------------------ | ---------------------------------------------- | ------------------ | -------------------------- | --------------------------- | ------------------------- | ------------------------------- |
| 5 сентября 2010    | Супер Дрифт Битва 2010                         | Красное Кольцо     | Россия Георгий Чивчян      | Россия Георгий Степанян     | Россия Сергей Московкин   | [ 40 ]                          |
| 29 мая 2011        | Кубок АДМ Мячково                              | Московское кольцо  | Россия Георгий Степанян    | Россия Евгений Харитонов    | Россия Виталий Полищук    | [ 130 ]                         |
| 16-17 июля 2011    | Супер Дрифт Битва 2011                         | Красное Кольцо     | Россия Георгий Чивчян      | Россия Никита Шиков         | Россия Георгий Степанян   | [ 55 ] [ 56 ] [ 131 ]           |
| 25-26 августа 2012 | Супер Дрифт Битва 2012                         | Красное Кольцо     | Россия Илья Федоров        | Россия Максим Костючик      | Россия Алексей Лучшев     | [ 132 ] [ 133 ]                 |
| 7-8 сентября 2013  | Супер Дрифт Битва 2013                         | Красное Кольцо     | Россия Георгий Чивчян      | Россия Евгений Ружейников   | Россия Евгений Лосев      | [ 134 ] [ 135 ]                 |
| 5-7 сентября 2014  | Супер Дрифт Битва V                            | Красное Кольцо     | Россия Георгий Чивчян      | Россия Аркадий Цареградцев  | Россия Константин Авшаров | [ 136 ] [ 137 ]                 |
| 25-26 апреля 2015  | Кубок открытия сезона RDS: READYTORACE         | МВЦ «Крокус Экспо» | Россия Андрей Богданов     | Россия Александр Сивирцев   | Россия Михаил Шаврак      | [ 138 ] [ 139 ] [ 140 ] [ 141 ] |
| 5 сентября 2015    | Кубок главы Кабардино-Балкарии                 | Нальчик            | Россия Андрей Богданов     | Россия Евгений Сатюков      | Россия Аркадий Пучинин    | [ 142 ] [ 143 ] [ 144 ]         |
| 5-6 сентября 2015  | Супер Дрифт Битва 2015                         | Красное Кольцо     | Россия Евгений Лосев       | Россия Дамир Идиятулин      | Россия Дмитрий Ермохин    | [ 145 ] [ 146 ]                 |
| 2-3 октября 2015   | Кубок TOYO TIRES                               | АСК «АТРОН»        | Россия Евгений Сатюков     | Россия Павел Бусыгин        | Россия Ярослав Гавриков   | [ 147 ]                         |
| 9-11 сентября 2016 | Гранд Финал RDS 2016                           | Красное Кольцо     | Россия Дамир Идиятулин     | Россия Георгий Чивчян       | Россия Евгений Лосев      | [ 148 ] [ 149 ]                 |
| 21-22 октября 2016 | Кубок Чемпионов 2016                           | Сочи Автодром      | Россия Георгий Чивчян      | Беларусь Алексей Вишневский | Россия Никита Шиков       | [ 150 ] [ 151 ]                 |
| 6-7 октября 2017   | Кубок Чемпионов 2017                           | Сочи Автодром      | Россия Илья Федоров        | Италия Федерико Шериффо     | Россия Иван Никулин       | [ 152 ] [ 153 ]                 |
| 11-12 июля 2020    | RDS Moscow Cup                                 | Moscow Raceway     | Россия Дамир Идиятулин     | Россия Илья Федоров         | Россия Георгий Чивчян     | [ 154 ] [ 155 ]                 |
| 22-23 августа 2020 | Кубок Ахмат — 1-й этап РДС-ЮГ 2020             | Крепость Грозная   | Россия Дмитрий Харченко    | Россия Тимофей Кошарный     | Россия Александр Батин    | [ 156 ] [ 157 ]                 |
| 15-17 октября 2021 | Кубок ВТБ — 7-й этап RDS GP 2021               | Сочи Автодром      | Ирландия Джеймс Дин        | Россия Георгий Чивчян       | Ирландия Джек Шэнэхэн     | [ 158 ]                         |
| 15-16 октября 2022 | Кубок ВТБ — 7-й этап RDS GP 2022               | Сочи Автодром      | Россия Аркадий Цареградцев | Гонконг Чарльз НГ           | Россия Евгений Лосев      | [ 159 ]                         |
| 19-20 января 2024  | Зимний кубок RDS 2024                          | СК «Лужники»       | Россия Кирилл Шолдан       | Россия Данила Скоробогатов  | Россия Георгий Чивчян     | [ 86 ] [ 160 ]                  |
| 3-6 октября 2024   | Кубок России по дрифту «Teboil Суперфинал РДС» | Ростов Арена       | Россия Георгий Чивчян      | Россия Роман Тиводар        | Россия Иван Пальмин       | [ 161 ]                         |
| 24-25 января 2025  | Зимний кубок RDS 2025                          | ЦТВС Москва        | Россия Дамир Идиятулин     | Россия Евгений Лосев        | Казахстан Пётр Бородин    | [ 108 ] [ 109 ]                 |

| Дата             | Название                                       | Место проведения | 1-место                                                                                    | 2-место                                                                     | 3-место                                                                                     |
| ---------------- | ---------------------------------------------- | ---------------- | ------------------------------------------------------------------------------------------ | --------------------------------------------------------------------------- | ------------------------------------------------------------------------------------------- |
| 6-7 октября 2017 | Кубок Чемпионов 2017                           | Сочи Автодром    | Tuning Factory / AIMOL Россия Андрей Песегов Россия Илья Федоров Россия Алексей Бобровских | ФОРВАРД АВТО Россия Георгий Чивчян Россия Иван Никулин Беларусь Сергей Сак  | VBD-MOTORSPORT Россия Тимофей Кошарный Италия Федерико Шериффо                              |
| 11-12 июля 2020  | RDS Moscow Cup                                 | Moscow Raceway   | Fresh Auto Россия Дамир Идиятулин Россия Федор Воробьев Россия Денис Мигаль                | ЛУКОЙЛ Рейсинг Дрифт Тим Россия Никита Шиков Россия Никита Фетисов          | ФОРВАРД АВТО Россия Георгий Чивчян Россия Владимир Чивчян                                   |
| 3-6 октября 2024 | Кубок России по дрифту «Teboil Суперфинал РДС» | Ростов Арена     | TAKAYAMA FORWARD AUTO Россия Георгий Чивчян Россия Роман Тиводар                           | Carville Racing Россия Иван Пальмин Россия Никита Шиков Россия Антон Козлов | LUKOIL Racing Drift Team Россия Данила Воробьев Россия Андрей Астапов Россия Григорий Гусев |

### Недействующие чемпионаты

#### RDS-Сибирь (до 2014 Drift Battle)
| Год  | 1-место                    | 2-место                    | 3-место                    |
| ---- | -------------------------- | -------------------------- | -------------------------- |
| 2011 | Россия Владимир Сафонов    | Россия Сергей Московкин    | Россия Георгий Чивчян      |
| 2012 | Россия Георгий Чивчян      | Россия Аркадий Цареградцев | Россия Иван Мельников      |
| 2013 | Россия Аркадий Цареградцев | Россия Георгий Чивчян      | Россия Евгений Лосев       |
| 2014 | Россия Аркадий Цареградцев | Россия Георгий Чивчян      | Россия Евгений Лосев       |
| 2015 | Россия Евгений Лосев       | Россия Дмитрий Ермохин     | Россия Дамир Идиятулин     |
| 2016 | Россия Аркадий Цареградцев | Россия Дмитрий Ермохин     | Россия Дамир Идиятулин     |
| 2017 | Россия Дмитрий Ермохин     | Россия Сергей Калюжнов     | Россия Андрей Астапов      |
| 2018 | Россия Иван Никулин        | Россия Армен Арутюнян      | Россия Артур Волчанский    |
| 2019 | Россия Артур Волчанский    | Россия Антон Дубовик       | Россия Антон Добровольский |
| 2021 | Россия Антон Дубовик       | Россия Валерий Ишмухаметов | Россия Антон Добровольский |

| Год  | 1-место        | 2-место             | 3-место       |
| ---- | -------------- | ------------------- | ------------- |
| 2016 | 24AUTO.RU      | Yoka Motorsport     | FORCE         |
| 2017 | G-Energy       | 24AUTO.RU           | FORCE         |
| 2018 | G-Energy       | Yoka Team           | Fit Sbor Team |
| 2019 | FIT DRIFT TEAM | G-Energy Drift Team | OVERFLOW      |
| 2021 | GetJapan       | WIN RACING          | Time Up       |

#### RDS Asia (до 2021 RDS-Восток)
| Год  | 1-место                  | 2-место                   | 3-место                      |
| ---- | ------------------------ | ------------------------- | ---------------------------- |
| 2010 | Россия Андрей Тараненко  | Россия Дмитрий Семенюк    | Россия Сергей Щербаков       |
| 2011 | Россия Илья Федоров      | Россия Сергей Щербаков    | Россия Андрей Тараненко      |
| 2012 | Россия Илья Федоров      | Россия Сергей Пягай       | Россия Максим Якубицкий      |
| 2013 | Россия Илья Федоров      | Россия Олег Денисевич     | Россия Егор Шумилкин         |
| 2014 | Россия Илья Федоров      | Россия Александр Савочкин | Россия Екатерина Седых       |
| 2015 | Япония Тецуя Хибино      | Россия Илья Федоров       | Россия Александр Булычев     |
| 2016 | Россия Максим Седых      | Россия Александр Булычев  | Россия Илья Федоров          |
| 2017 | Россия Максим Седых      | Россия Екатерина Седых    | Россия Егор Шумилкин         |
| 2018 | Россия Максим Седых      | Россия Екатерина Седых    | Россия Константин Авшаров    |
| 2019 | Россия Максим Седых      | Россия Григорий Гусев     | Россия Алексей Передерей     |
| 2021 | Россия Григорий Гусев    | Россия Павел Киселев      | Россия Константин Гаврилюков |
| 2022 | Россия Алексей Передерей | Россия Арсений Варавин    | Россия Евгений Иванчей       |

| Год  | 1-место                                                 | 2-место                                  | 3-место                                     |
| ---- | ------------------------------------------------------- | ---------------------------------------- | ------------------------------------------- |
| 2016 | Team Yokohama Илья Федоров Максим Седых Екатерина Седых | Force Дамир Идиятулин Константин Авшаров | K-Sport Александр Булычев Алексей Распутный |
| 2017 | Team Yokohama Максим Седых Екатерина Седых              |                                          |                                             |
| 2018 | Великолепная четвёрка Максим Седых Екатерина Седых      |                                          |                                             |

#### RDS-Юг
| Год  | 1-место          | 2-место      | 3-место         |
| ---- | ---------------- | ------------ | --------------- |
| 2020 | Дмитрий Харченко | Антон Козлов | Николай Корякин |

| Год  | 1-место      | 2-место            | 3-место    |
| ---- | ------------ | ------------------ | ---------- |
| 2020 | A-Motorsport | AKHMAT RACING TEAM | D-brazzers |

#### RDS (до 2017 РДС-Запад)
| Год  | 1-место                   | 2-место                 | 3-место                    |
| ---- | ------------------------- | ----------------------- | -------------------------- |
| 2010 | Россия Евгений Сатюков    | Россия Георгий Степанян | Россия Михаил Хондкарян    |
| 2011 | Россия Феликс Читипаховян | Россия Никита Шиков     | Россия Вильям Гукасян      |
| 2012 | Россия Максим Костючик    | Россия Никита Шиков     | Россия Викентий Калашников |
| 2013 | Россия Евгений Ружейников | Россия Максим Костючик  | Россия Евгений Сатюков     |
| 2014 | Россия Андрей Песегов     | Латвия Кристапс Блушс   | Латвия Элкснис Гвидо       |
| 2015 | Россия Евгений Ружейников | Россия Андрей Песегов   | Россия Андрей Богданов     |
| 2016 | Россия Евгений Сатюков    | Украина Алексей Головня | Россия Евгений Ружейников  |
| 2017 | Россия Георгий Чивчян     | Россия Павел Бусыгин    | Россия Аркадий Цареградцев |

| Год  | 1-место | 2-место                                                                                             | 3-место |
| ---- | --- | --------------------------------------------------------------------------------------------------- | --- |
| 2011 | EVIL EMPIRE Феликс Читипаховян Максим Твардовский Олег Цаплик                                                                      | Dragtimes Евгений Сатюков Георгий Степанян                                                          | Team TS Power Никита Шиков Евгений Харитонов                                                                                  |
| 2012 | Team TS Power Евгений Харитонов Никита Шиков Евгений Сатюков Георгий Степанян                                                      | Miwaku Crew Максим Костючик Евгений Григорьев Алексей Лучшев                                        | 2NR Works Гарик Хачатрян Вильям Гукасян Артур Мелкумян                                                                        |
| 2013 | Bridgestone Drift Team Евгений Харитонов Никита Шиков Евгений Сатюков                                                              | GT-Shop LS Power Алексей Злобин Николай Тигаев Евгений Ружейников                                   | Tornado Energy Miwaku Crew Максим Костючик Евгений Григорьев Алексей Лучшев                                                   |
| 2014 | EVIL EMPIRE Сергей Кабаргин Кристапс Блушс Элкснис Гвидо                                                                           | TOYO Tires Gorilla Energy GT-Shop Алексей Злобин Евгений Ружейников Павел Бусыгин Евгений Григорьев | Tuning Factory Андрей Песегов Алексей Бобровских                                                                              |
| 2015 | TOYO Tires Gorilla Energy GT-Shop Евгений Ружейников Евгений Сатюков Павел Бусыгин                                                 | Tuning Factory Андрей Песегов Алексей Бобровских Тарас Шатов                                        | Valvoline Drift Team Ярослав Гавриков Антон Сваринский                                                                        |
| 2016 | Toyo Tires Gorilla Energy Techno Cartel Евгений Ружейников Евгений Сатюков Павел Бусыгин Георгий Чивчян Сергей Сак Аркадий Пучинин | Autoprofi Team Алексей Головня Никита Шиков Степан Азаров Алексей Вишневский                        | Addinol Drift Team Андрей Богданов Андрей Бобнев Магомед Омаров Игорь Беленький Иван Куренбин Олег Чернышев Александр Кизилов |
| 2017 | ФОРВАРД АВТО Георгий Чивчян Иван Никулин Владимир Чивчян Сергей Сак                                                                | Toyo Tires x Gorilla Energy Евгений Ружейников Евгений Сатюков Павел Бусыгин                        | FailCrew Аркадий Цареградцев Никита Шиков Максим Твардовский Артур Мелкумян                                                   |

#### РДС-Урал
| Год  | 1-место                  | 2-место                   | 3-место                   |
| ---- | ------------------------ | ------------------------- | ------------------------- |
| 2014 | Россия Сергей Кайгородов | Россия Алексей Карелин    | Россия Глеб Шааб          |
| 2015 | Россия Глеб Шааб         | Россия Александр Соловьев | Россия Сергей Кайгородов  |
| 2016 | Россия Андрей Астапов    | Россия Максим Ахтямов     | Россия Александр Соловьев |

| Год  | 1-место                          | 2-место         | 3-место        |
| ---- | -------------------------------- | --------------- | -------------- |
| 2014 | OmTu Drift                       | TrampStyle      | DDM Custom     |
| 2015 | OMSK DRIFT TEAM and V 8 brothers | GFW First stage | DRIFT BROTHERS |
| 2016 | DRIFT BROTHERS                   | Stell Skill     | #ISKRA_RS      |

#### РДС-Север
| Год  | 1-место                    | 2-место                  | 3-место                    |
| ---- | -------------------------- | ------------------------ | -------------------------- |
| 2012 | Россия Кирилл Зелинский    | Россия Александр Наумов  | Россия Станислав Капцевич  |
| 2013 | Россия Владимир Кайгородов | Россия Вячеслав Медведев | Россия Алексей Черных      |
| 2014 | Россия Феликс Читипаховян  | Россия Валерий Мокин     | Россия Евгений Селиверстов |

| Год  | 1-место                                                                               | 2-место                                                             | 3-место                                                               |
| ---- | ------------------------------------------------------------------------------------- | ------------------------------------------------------------------- | --------------------------------------------------------------------- |
| 2012 | Taboo Drift Team Кирилл Зелинский Антон Пулев Вячеслав Медведев                       | Tomo Александр Наумов Евгений Кузнецов                              | Drift Industry Владимир Кайгородов Михаил Букреев                     |
| 2013 | Taboo Drift Team Кирилл Зелинский Вячеслав Медведев Владислав Данилов Алексей Щитенко | Drift Industry Владимир Кайгородов Михаил Букреев Александр Наумов  | Drift Team 360 Роман Опарин Рауф Зарипов Алексей Чухно Алексей Черных |
| 2014 | Rise of machines Валерий Мокин Артур Зинятов Евгений Селиверстов Феликс Читипаховян   | Drift Industry Владимир Кайгородов Михаил Букреев Анатолий Кислицын | J Point Станислав Капцевич Эдуард Федорук Владимир Авдеев             |